# Сельское поселение Трегубовское (Вологодская область)
Сельское поселение Трегубовское — упразднённое сельское поселение в составе Великоустюгского округа Вологодской области.  В рамках организации местного самоуправления Великоустюгский район преобразован в муниципальный округ, в связи с чем все сельские поселения округа упразднены и разделяются на территориальные отделы.
Административный центр — деревня Морозовица.
Население по данным переписи 2010 года — 1345 человек, оценка на 1 января 2012 года — 1383 человека, оценка фактически проживающего населения на 2023 год — 1615 человек.

## История
Трегубовский сельсовет образован в июне 1924 года. 11 февраля 1960 года к нему был присоединён Щекинский сельсовет.
1 января 2006 года в соответствии с Федеральным законом № 131 «Об общих принципах организации местного самоуправления в Российской Федерации» Трегубовский сельсовет преобразован в сельское поселение.
Законом Вологодской области от 1 июня 2015 года № 3669-ОЗ сельские поселения Нижнешарденгское и Трегубовское были преобразованы, путём их объединения, в сельское поселение Трегубовское с административным центром в деревне Морозовица.

## Экономика
С 1931 года на территории сельского поселения началась организация колхозов, к 1940 году существовало 20 хозяйств, которые позже были объединены в совхоз «Красное Знамя».
С 1937 по 1959 годы в деревне Морозовица работала Великоустюгская машинно-тракторная станция.
В первой половине 1960-х годов были проведены радиофикация и электрификация, в 2003 году газопровод.
На территории поселения расположены племколхоз «Гледенский», «Устюгмолоко», деревообрабатывающие предприятия, магазины.

## Достопримечательности

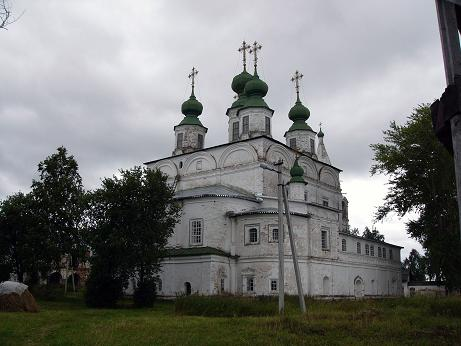
Троицкий собор Троице-Гледенского монастыря

Часть территории сельского поселения площадью 2200 га занимает участок охраняемого природного ландшафта «Красный Остров». Недалеко от деревни Морозовица на месте исчезнувшего города Гледен расположен Троице-Гледенский монастырь. В самой деревне когда-то была церковь Иоанна Устюжского, в советское время она была разрушена, на её месте в 2003 году установлен поклонный крест.
В Морозовице установлен помятник воинам, погибшим в годы Великой Отечественной войны. Рядом с ним установлены шесть пилонов в честь Героев Советского Союза Василия Ивановича Копылова, Михаила Николаевича Угловского, Сергея Михайловича Черепанова, Анатолия Ефимовича Угловского и полных кавалеров Ордена Славы Ивана Николаевича Черепанова и Ксанфия Николаевича Ивашевского.

## Населённые пункты
В 1999 году был утверждён список населённых пунктов Вологодской области. С тех пор состав Трегубовского сельсовета не изменялся.
С 2020 года в состав поселения входят 38 деревень, из них 14 нежилых.
Фактическое население населённых пунктов Трегубовского территориального отдела на 2023 год можно узнать на сайте администрации Великоустюгского округа.
| Населённый пункт         | ОКАТО          | Рег. номер | Расстояние до районного центра, км | Расстояние до центра поселения, км | Индекс | Координаты                      |
| ------------------------ | -------------- | ---------- | ---------------------------------- | ---------------------------------- | ------ | ------------------------------- |
| деревня Барсуково        | 19 214 872 002 | 1230       | 13,7                               | 7,8                                | 162360 | 60°44′05″ с. ш. 46°17′44″ в. д. |
| деревня Белозерово       | 19 214 872 003 | 1231       | 13,5                               | 7,7                                | 162360 | 60°45′00″ с. ш. 46°17′08″ в. д. |
| деревня Верхнее Якутино  | 19 214 872 004 | 1232       | 27                                 | 19                                 | 162360 | 60°36′07″ с. ш. 46°11′57″ в. д. |
| деревня Елакино          | 19 214 872 005 | 1233       | 29,5                               | 20                                 | 162360 | 60°35′13″ с. ш. 46°12′17″ в. д. |
| деревня Заозерье         | 19 214 872 006 | 1234       | 13                                 | 7,4                                | 162396 | 60°44′40″ с. ш. 46°16′54″ в. д. |
| деревня Ивашево          | 19 214 872 007 | 1235       | 13,6                               | 8,3                                | 162396 | 60°44′40″ с. ш. 46°16′59″ в. д. |
| деревня Каликино         | 19 214 872 008 | 1237       | 12,5                               | 6,9                                | 162396 | 60°44′29″ с. ш. 46°16′24″ в. д. |
| деревня Калинино         | 19 214 872 009 | 1236       | 23,5                               | 13,5                               | 162360 | 60°38′16″ с. ш. 46°11′48″ в. д. |
| деревня Кременье         | 19 214 872 010 | 1238       | 24                                 | 13,5                               | 162360 | 60°38′55″ с. ш. 46°12′16″ в. д. |
| деревня Лужевица         | 19 214 872 011 | 1239       | 29,5                               | 21,5                               | 162360 | 60°36′14″ с. ш. 46°09′40″ в. д. |
| деревня Морозовица       | 19 214 872 001 | 1229       | 15                                 | -                                  | 162360 | 60°42′47″ с. ш. 46°17′46″ в. д. |
| деревня Оленниково       | 19 214 872 012 | 1240       | 25,5                               | 15                                 | 162360 | 60°39′26″ с. ш. 46°14′09″ в. д. |
| деревня Пестово          | 19 214 872 013 | 1241       | 14,7                               | 8,9                                | 162360 | 60°43′42″ с. ш. 46°17′46″ в. д. |
| деревня Прокопьево       | 19 214 872 014 | 1242       | 29,5                               | 20                                 | 162360 | 60°35′48″ с. ш. 46°10′00″ в. д. |
| деревня Скородум         | 19 214 872 015 | 1243       | 28,5                               | 20,5                               | 162360 | 60°37′02″ с. ш. 46°12′01″ в. д. |
| деревня Старково         | 19 214 872 016 | 1244       | 24                                 | 13,5                               | 162360 | 60°39′09″ с. ш. 46°12′36″ в. д. |
| деревня Устье-Повалихино | 19 214 872 017 | 1245       | 31                                 | 18,6                               | 162360 | 60°37′12″ с. ш. 46°13′16″ в. д. |
| деревня Ширяево          | 19 214 872 018 | 1246       | 24,5                               | 14,2                               | 162360 | 60°39′45″ с. ш. 46°12′25″ в. д. |
| деревня Щекино           | 19 214 872 019 | 1247       | 23                                 | 13                                 | 162361 | 60°38′55″ с. ш. 46°12′20″ в. д. |
| деревня Биричево         | 19 214 836 002 | 1066       | 33,5                               | 8,5                                | 162362 | 60°29′53″ с. ш. 46°15′51″ в. д. |
| деревня Большой Двор     | 19 214 836 003 | 1067       | 34,5                               | 9,5                                | 162362 | 60°29′23″ с. ш. 46°16′40″ в. д. |
| деревня Бурдукино        | 19 214 836 004 | 1068       | 42                                 | 17                                 | 162362 | 60°26′11″ с. ш. 46°19′23″ в. д. |
| деревня Буслаево         | 19 214 836 005 | 1069       | 37                                 | 12                                 | 162362 | 60°28′13″ с. ш. 46°17′53″ в. д. |
| деревня Верхнее Алешково | 19 214 836 006 | 1070       | 34                                 | 9                                  | 162362 | 60°29′36″ с. ш. 46°16′27″ в. д. |
| деревня Власово          | 19 214 836 007 | 1071       | 26                                 | 1                                  | 162362 | 60°32′47″ с. ш. 46°11′13″ в. д. |
| деревня Герасимово       | 19 214 836 008 | 1072       | 26                                 | 1                                  | 162362 | 60°32′27″ с. ш. 46°12′39″ в. д. |
| деревня Исаково          | 19 214 836 009 | 1073       | 35,5                               | 10,5                               | 162363 | 60°29′02″ с. ш. 46°17′07″ в. д. |
| деревня Курьяково        | 19 214 836 010 | 1074       | 26,5                               | 1,5                                | 162362 | 60°31′39″ с. ш. 46°12′46″ в. д. |
| деревня Михнинская       | 19 214 836 011 | 1075       | 40                                 | 15                                 | 162363 | 60°26′08″ с. ш. 46°18′11″ в. д. |
| деревня Немоново         | 19 214 836 012 | 1076       | 26                                 | 1                                  | 162362 | 60°33′40″ с. ш. 46°10′59″ в. д. |
| деревня Нижнее Алешково  | 19 214 836 013 | 1077       | 35                                 | 10                                 | 162362 | 60°30′22″ с. ш. 46°17′26″ в. д. |
| деревня Новосёлово       | 19 214 836 014 | 1078       | 24                                 | 1                                  | 162362 | 60°34′01″ с. ш. 46°12′11″ в. д. |
| деревня Пантусово        | 19 214 836 016 | 1080       | 36,5                               | 11,5                               | 162363 | 60°28′39″ с. ш. 46°17′37″ в. д. |
| деревня Пеганово         | 19 214 836 001 | 1065       | 25                                 | —                                  | 162362 | 60°33′26″ с. ш. 46°12′50″ в. д. |
| деревня Пестово          | 19 214 836 017 | 1081       | 26                                 | 1                                  | 162362 | 60°32′49″ с. ш. 46°13′17″ в. д. |
| деревня Рыжково          | 19 214 836 018 | 1082       | 32                                 | 7                                  | 162362 | 60°30′32″ с. ш. 46°14′20″ в. д. |
| деревня Фоминская        | 19 214 836 019 | 1083       | 33                                 | 8                                  | 162362 | 60°30′10″ с. ш. 46°15′15″ в. д. |
| деревня Чернышево        | 19 214 836 020 | 1084       | 38,5                               | 13,5                               | 162363 | 60°27′11″ с. ш. 46°17′12″ в. д. |

Деревня, упразднённая в 2020 году
| Населённый пункт | ОКАТО          | Рег. номер | Расстояние до районного центра, км | Расстояние до центра поселения, км | Индекс | Координаты                      |
| ---------------- | -------------- | ---------- | ---------------------------------- | ---------------------------------- | ------ | ------------------------------- |
| деревня Оброчная | 19 214 836 015 | 1079       | 34,5                               | 9,5                                | 162362 | 60°30′30″ с. ш. 46°16′32″ в. д. |